# چارلی کارتر (بازیکن فوتبال)
چارلی کارتر (انگلیسی: Charlie Carter؛ زادهٔ ۲۵ اکتبر ۱۹۹۶) بازیکن فوتبال اهل بریتانیا است.
از باشگاه‌هایی که در آن بازی کرده‌است می‌توان به باشگاه فوتبال ووکینگ اشاره کرد.